# Pro zjenu, metjtu i jesjjo odnu...
Pro zjenu, metjtu i jesjjo odnu... (russisk: Про жену, мечту и ещё одну…) er en russisk spillefilm fra 2013 af Aleksandr Pozjenskij.

## Medvirkende
- Konstantin Jusjkevitj som Vasin
- Aleksandra Kulikova som Maria
- Aleksandr Pozjenskij som Anton